# Barriera corallina mesofotica
Una barriera corallina mesofotica (dal greco μέσον, «medio» e φωτός, «luce») è una barriera corallina caratterizzata dalla presenza di coralli e altri organismi luce-dipendenti, che si sviluppa in acque con bassa penetrazione della luce.

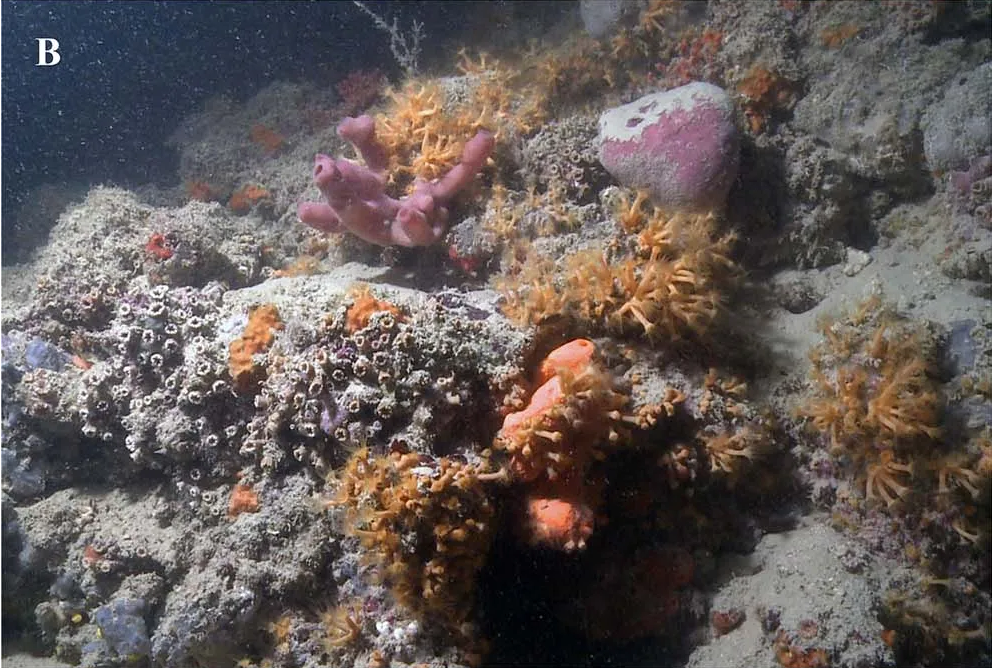
Barriera corallina mesofotica nel mar Adriatico.

## Distribuzione
Biocostruzioni mesofotiche si trovano in tutti gli oceani del mondo, a profondità che vanno dai 30–40  m sino ai 200  m, limite della zona epipelagica.
Il range batimetrico della barriera corallina mesofotica può parzialmente sovrapporsi, nel suo limite inferiore, a quello della barriera corallina di acque profonde.

## Biodiversità
Le barriere coralline mesofotiche sono usualmente costituite da coralli ermatipici dipendenti dalla luce, le cui zooxantelle sono adattate a condizioni di luce ridotta. Altri taxa che concorrono alla formazione dell'habitat sono le spugne e diverse specie di alghe.
Sebbene costituiscano un ambiente differente dalle "classiche" barriere coralline di acque basse, un crossover di specie tra i due sistemi è frequente, e si è ipotizzato che le barriere mesofotiche possano essere utilizzate come fonte per il ripopolamento delle barriere di acque basse minacciate dal riscaldamento globale.

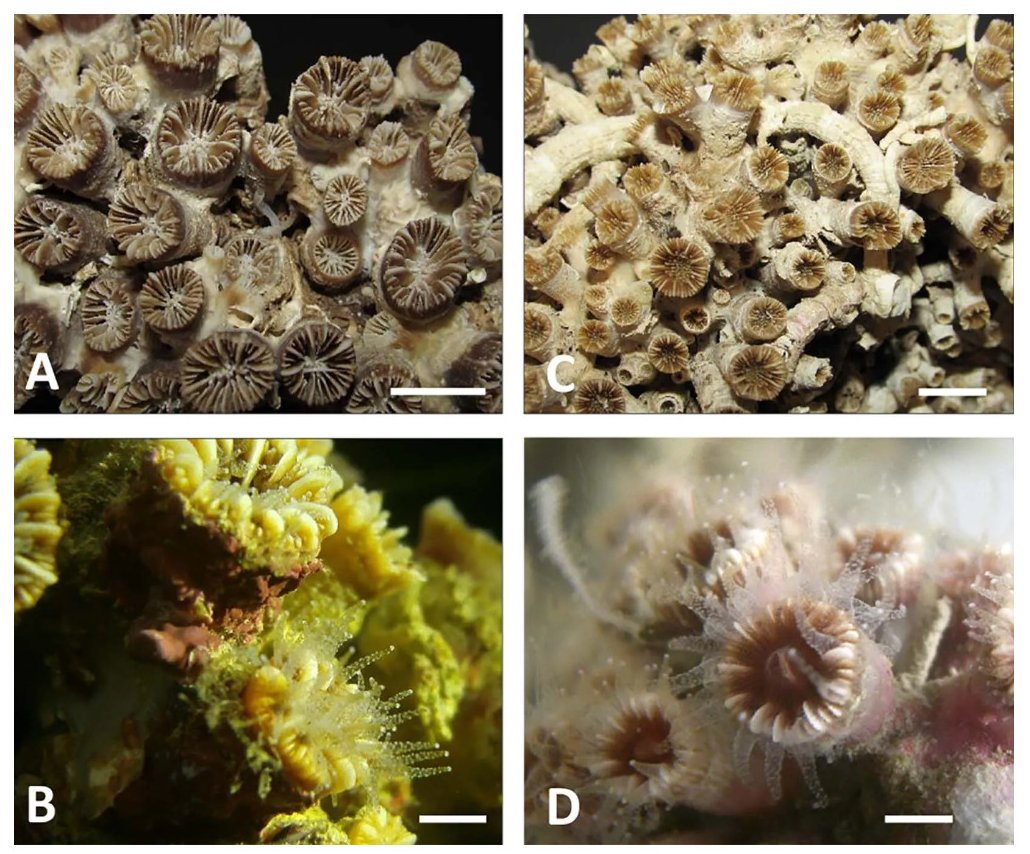
Strutture scheletriche e colonie in vivo di Phyllangia americana mouchezii (A,B) e Polycyathus muellerae (C,D).

Nel mar Mediterraneo gli ambienti mesofotici sono solitamente caratterizzati dalla presenza di formazioni dominate da ottocoralli, briozoi o spugne. Recentemente è stata per la prima volta descritta una barriera corallina mesofotica mediterranea dominata da sclerattinie della classe degli Esacoralli.
La biocostruzione si estende per 2,5 km nel mar Adriatico, al largo della Puglia, alla quota batimetrica di −30/−55 m. Si presenta come una cornice di blocchi corallini, formati in prevalenza da due madrepore azooxantellate, Phyllangia americana mouchezii e Polycyathus muellerae (Caryophylliidae), che hanno realizzato un substrato secondario di alta complessità strutturale, in cui colonie viventi delle due sclerattinie crescono sopra spessi strati di coralliti morti, cementati da un reticolo di tubi calcificati di policheti, che conferiscono alla struttura ulteriore solidità. Aggregazioni del bivalve Neopycnodonte cochlear contribuiscono inoltre alla compattezza della struttura. Tre ulteriori specie di madrepore, Leptopsammia pruvoti, Caryophyllia inornata e Hoplangia durotrix, concorrono, in minor misura, alla realizzazione della barriera.

## Paleontologia
I più antichi ecosistemi corallini mesofotici a dominanza di sclerattinie noti risalgono al Siluriano.